# الکساندرا فرانتسوا
الکساندرا فرانتسوا (روسی: Александра Вячеславовна Францева؛ زادهٔ ۲۴ آوریل ۱۹۸۷) اسکی‌باز آلپاین اهل روسیه است. او در پارالمپیک زمستانی ۲۰۱۴ در سوچی روسیه دو مدال طلا، دو نقره و یک برنز کسب کرد. او در مسابقات ورزشکاران دارای اختلال بینایی، با راهنمای خود، پاول زابوتین شرکت کرد.

### تاریخچه شخصی
الکساندرا فرانتسوا در منطقه کامچاتکا به دنیا آمد. در ۱۷ مارس ۲۰۱۴ به او نشان روسیه "برای شایستگی به میهن" کلاس ۴ اهدا شد.

### حرفه
در ۱۸ ژانویه ۲۰۱۴ او با برتری یک صدم ثانیه ای جید اترینگتون در کوه کپر، کلرادو، قهرمان جام جهانی اسکی آلپاین ۲۰۱۴ شد.
در پارالمپیک ۲۰۱۴، فرانتسوا در اسلالوم و سوپرترکیبی مدال طلا گرفت و همچنین در سوپر جی روز جمعه ۱۴ مارس، موفق شد اتریینگتون را شکست دهد و مدال طلا بگیرد. بعداً در همان مکان برای اسکی سراشیبی مدال برنز گرفت.